# Степанов, Борис Николаевич
Бори́с Никола́евич Степа́нов (1919—2009) — советский хозяйственный, государственный и политический деятель.

## Биография
Родился в 1919 году в городе Унгур-Урал (ныне Шемонаиха). Член КПСС с 1943 года.
- 1939-1941 гг. — техник, старший техник  на заводе «Москабель».
- 1941-1945 гг. – на фронте, участвовал в боях за Кавказ, на Малой Земле, в штурме Берлина и Рейхстага.

После демобилизации работал на з-де «Пресс» (мастер, старший мастер, начальник производства), 
затем – инструктор промышленно-транспортного  отдела и отдела оборонной промышленности МГК КПСС. 
С 1960 – директор завода № 696 Мин-ва электронной промышленности СССР. 
Заместитель председателя Исполкома Моссовета (с 1974), первый заместитель председателя Исполкома Моссовета, председатель «Мосгорплана» (1984–86). 
С 2001 руководил Советом старейшин при мэре Москвы .

За работу в области военной техники в составе коллектива удостоен Сталинской премии II степени 1950 года.
Избирался депутатом Верховного Совета РСФСР 11-го созыва.
Делегат XXIV, XXV, XXVI, XXVII съездов КПСС.
Умер в Москве в 2009 году. Похоронен на Троекуровском кладбище.